# Český sen

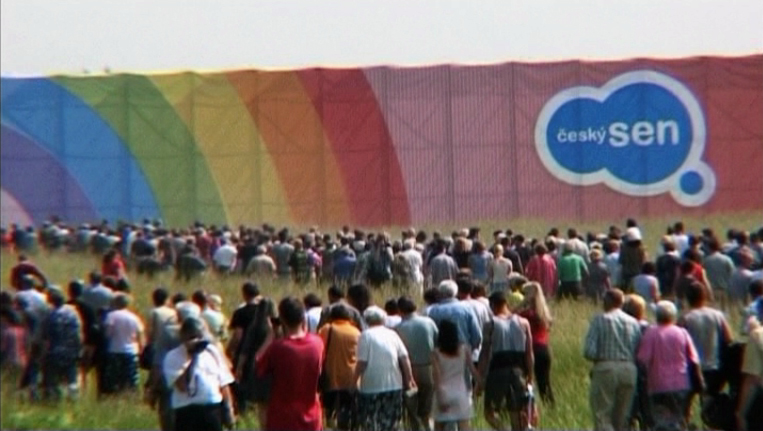
Davy lidí hledající Český sen.

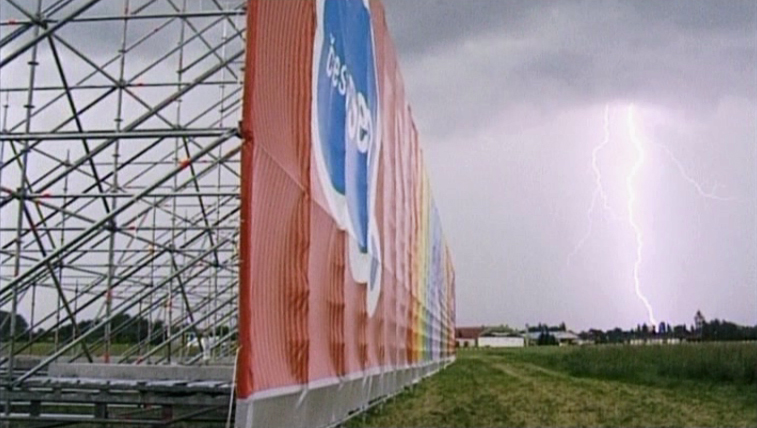
Takhle vypadal ve skutečnosti „český sen“.

Český sen je název českého dokumentárního filmu, který měl premiéru v únoru 2004. Tvůrci ho označují slovy: „první česká filmová reality show“, celovečerní film o přípravě reklamní kampaně a otevření hypermarketu, který ve skutečnosti neexistoval.
Akci realizovali dva studenti filmu, Filip Remunda a Vít Klusák, kteří si najali reklamní agenturu, aby pro ně udělala reklamu nového hypermarketu pod názvem Český sen. Natáčeli a dokumentovali celou přípravu a průběh reklamní kampaně a nakonec i dav koupěchtivých nebo jen zvědavých cca 3000 zákazníků, kteří v sobotu 31. května 2003 přišli na parkoviště v pražských Letňanech. Tam manažeři hypermarketu přivítali zákazníky, přestřihli pásku, ochranka odstranila kovové zábrany a lidé se rozběhli po louce ke kulise čelní stěny hypermarketu.
Když se po „otevření“ ukázalo, že šlo jen o akci studentů filmu, strhla se ve sdělovacích prostředcích diskuse mezi dvěma tábory, které nápad a realizaci drtivě kritizovaly nebo naopak podporovaly. Čtenář a posléze divák si tak mohl udělat představu o tom, jak fungují reklamní kampaně.

## Reklamní kampaň
Reklamní kampaň zajišťovala reklamní agentura Mark/BBDO pod vedením kreativního ředitele Martina Přikryla.
| „                | Pokud to bude fungovat, tak to bude reklama na nás. Vyplyne z toho, že děláme reklamu, která funguje i když je výrobek úplně na hovno nebo vůbec neexistuje. | “ |
| — Martin Přikryl | |   |

Reklamní kampaň měla tři fáze:
- 1. Fáze – představení loga ČESKÝ SEN, + datum otevření
- 2. Fáze – Odhalení, že ČESKÝ SEN je nový Hypermarket
- 3. Fáze – Odtajnění místa, kde hypermarket stojí

V reklamě hrálo velkou roli tajemství. Schválně byly zamlčovány některé informace, které byly později postupně odhalovány. Reklamní kampaň nabádala k opačnému chování, než se snažila dosáhnout.
Kampaň probíhala mnoha způsoby. Byly vysílány spoty v televizi a rozhlase, vycházela inzerce v tisku, v Praze se objevily světelné tabule (nejčastěji na zastávkách MHD, celkem 400). Český sen měl i vlastní internetové stránky a reklamní píseň. Ve třetí fázi reklama byla i v exteriérech a interiérech vozů pražské MHD a v prostorách metra.

### Výzkum
Proběhl průzkum potenciálních zákazníků, při kterém proběhla návštěva hypermarketu s několika průměrnými rodinami. Zkoumalo se, co nakupují, co chtějí a vyžadují. Několik průměrných rodin bylo podrobeno analýze odborníkem na nákupní chování - doktorkou Jitkou Vysekalovou.
Zastoupeny jsou všechny generace, od dětí po důchodce. Otázky byly: Jak vypadá váš den v nákupním středisku?, Co nakupujete?, Proč?, Jaký název by se vám líbil pro nový český hypermarket? atd.
FOCUS GROUP - pozornost, zájem skupiny: skupině náhodně vybraných jednotlivců se představuje reklamní kampaň ještě před spuštěním, reakce skupiny a názory se zaznamenávají.
VÝZKUM OČNÍ KAMEROU: posuzování reklamy, průzkum pomoci speciální helmy s dvěma kamerami, jedna sleduje oko, druhá sleduje kam se oko zaměřuje, počítač pak vyhodnocuje, na co se testovaný člověk zaměřil nejvíce, co zaujalo, co méně, nebo co úplně přeskočil. Testují se reklamní letáky ČESKÝ SEN + 2 konkurenčních hypermarketů. Vyhodnocují se čtyři základní složky letáku - Logo, headline, produkty, informace.
výsledky u letáku ČESKÉHO SNU: logo 17% , headline 6%, produkty 70%, informace 7%; resumé - zvýraznit headline, málo čtený.

## Zajímavosti
Rozpočet na film činil 19 milionů korun a byl hrazen z grantu Ministerstva kultury České republiky.
Autoři snímku na film volně navázali dokumentem Český mír (2010) o projektu amerického radaru, který měl být na území České republiky postaven.

## Ohlas
Film byl několikrát oceněn, mimo jiné na filmových soutěžích v Krakově, Jihlavě, Jeonju (Jižní Korea), San Franciscu, Traverse City (ředitelem festivalu je Michael Moore), Lublani a Århusu. Získal cenu filmových kritiků Kristián 2005. Dne 8. září 2006 byl vysílán renomovaným bilingválním německo-francouzským televizním programem Arte. Dne 26. září 2006 byl dokonce vysílán australskou televizí SBS, 1. května 2008 jej vysílala nizozemská televize VPRO.